# Schönberg (Altmark)
Schönberg is een plaats en voormalige gemeente in de Duitse deelstaat Saksen-Anhalt en maakt deel uit van de gemeente Seehausen (Altmark) in de Landkreis Stendal.
Schönberg telt 513 inwoners.